# Macellicephala mirabilis
Macellicephala mirabilis är en ringmaskart som först beskrevs av McIntosh 1885.  Macellicephala mirabilis ingår i släktet Macellicephala och familjen Polynoidae. Inga underarter finns listade i Catalogue of Life.